# Ameos
AMEOS je jedna od najvećih grupacija[nedostaje izvor] privatnih i poluprivatnih klinika na njemačkom govornom području. Grupacija je osnovana 2002. godine u Zürichu u Švicarskoj i najbrže je rastuća grupacija u području medicinskih usluga u Njemačkoj i Austriji.[nedostaje izvor] AMEOS posjeduje 77 institucija, od čega 68 specijalističkih kliničkih bolnica, oko 9000 bolesničkih kreveta te oko 13 000 zaposlenika. Vrijednost grupacije je u 2018. prerasla 900 milijuna eura.

## Povijest i razvoj
AMEOS su osnovali 2002. godine u Zürichu liječnici Axel Paeger i Martin Kerres. Rast grupacije započeo je 2003. preuzimanjem specijalističke Kliničke bolnice za psihijatriju u Haldenslebenu te Klinike bolnice za psihijatriju "Dr. Heines" u Bremenu, najstarije psihijatrijske bolnice u Njemačkoj (osnovana 1764. godine).
U razdoblju od 2003. do 2011. u Njemačkoj je AMEOS preuzeo ili osnovao ukupno 36 specijalističkih kliničkih bolnica, 17 poliklinika te 13 ustanova za njegu pacijenata.  Do 2018. AMEOS je ukupno preuzeo ili osnovao 77 zdravstvenih ustanova u 41 gradu na području Njemačke, Austrije i Švicarske.

## Regije i organizacijska struktura
Bolnice i zdravstvene ustanove u sklopu AMEOS grupe podijeljene su u velike regionalne jedinice: AMEOS Süd (njem. jug), AMEOS West (njem. zapad), AMEOS Nord (njem. sjever) te AMEOS Ost (njem. istok).
- AMEOS Nord obuhvaća 32 ustanove s ukupno 3700 bolesničkih kreveta te 3800 zaposlenih. Ova regija odgovara području sjeverne Njemačke (savezne države Hamburg, Schleswig-Holstein i Mecklenburg-Vorpommern).

- AMEOS West obuhvaća 19 ustanova kapaciteta 2500 kreveta te 4400 zaposlenika. Regija se proteže dvama saveznim državama - Bremen i Donja Saska.

- AMEOS Ost obuhvaća 17 ustanova s 2 250 kreveta i 3900 zaposlenika, a odgovara području Sachsen-Anhlata i Brandenburga.

- AMEOS Süd obuhvaća 9 ustanova sa 700 kreveta oko 700 zaposlenika, a odgovara području južne Njemačke (Bayern i Baden-Würrtemberg) te Austrije i Švicarske.

## Naziv i logotip
Premda je naziv "AMEOS" uvijek napisan velikim tiskanim slovima, ime grupacije nije kratica. Osnivači grupacije, Axel Paeger i Martin Kerres osmislili su ime kao hibrid latinskog glagola amare (= voljeti) i grčke imenice Ἕως (= zora, svitanje). Naziv je simboličan ("ljubitelj zore", "voljeti zoru") i odnosi se na zoru kao novi početak i simbol poboljšanja nakon bolesti.
Logotip grupacije čini natpis AMEOS u kojemu su velika tiskana slova plave boje kombinirana sa stiliziranim slovom O, izlazećim suncem narančaste boje. Stilizirano sunce odnosi se na značenje naziva AMEOS.